# 特种技术出口有限公司
特种技术出口有限公司（羅馬化：DOCHIRNYE PIDPRYYEMSTVO DERZHAVNOYI KOMPANIYI UKRSPETSEKSPORT - Derzhavne hosprozrakhunkove zovnishnʹotorhovelʹne pidpryyemstvo "Spetstekhnoeksport", DP DHZP Spetstekhnoeksport，直译：国营公司的子公司 - 国家外贸企业“特种技术出口”，通常直接简称“特种技术进出口”）总部位于基辅（乌克兰），是乌克兰营业额第二大的国有外贸企业，专门从事全球范围内的军民两用产品和服务的进出口，也包含促进创新和军事技术合作的业务。

## 概述
公司由乌克兰政府于1998年7月成立。2010年并入乌克兰国防工业集团。
公司专门从事武器、军工产品和技术以及专用设备的进出口。通过估计乌克兰的总收入和外汇流入，特种技术进出口公司是乌克兰第二大特殊出口商。
公司代表乌克兰海外军事制造商（约100家国有企业和 70 家私营生产商）。该公司的合作伙伴包括来自30多个国家的35个研究中心和设计局、公共和私营公司。公司的永久合作伙伴是印度、阿尔及利亚、印度尼西亚、马来西亚、孟加拉国、波兰和土耳其。
公司最重要的其中一个合同是与印度国防部签订的价值4亿美元的合同，内容是供应40架乌克兰AN-32RE飞机。2015年11月，公司向印度空军移交了最后一批合同内的飞机。
特种技术进出口公司生产乌克兰军用无人机。2015年，特种技术进出口公司向乌克兰总统赠送了5款国产无人机系统——“爱国者RV010”、“观察者-S”、“A1-S愤怒”、“Columba”和“Sparrow”。

## 引文
1. ↑  . spetstechnoexport.com.   [2021-12-06] （美国英语）.
2. ↑  . ukranews_com. 2019-03-31  [2021-12-06] （英语）.
3. ↑  . attorneys.ua.   [2021-12-06] （英语）.
4. ↑  Correspondenthyderabad, Special. . The Hindu. 2021-02-06  [2021-12-06]. ISSN 0971-751X （印度英语）.
5. ↑  . SP's Aviation. 2015-11-30  [2024-10-22].
6. ↑  . www.realclearworld.com.   [2024-10-22].